# 加藤忠史
加藤忠史（かとう ただふみ、1963年8月16日- ）は、日本の精神科医、精神医学者。

## 略歴
東京都出身。1988年東京大学医学部卒業。1989年滋賀医科大学精神医学講座助手、94年医学博士。1997年東京大学医学部精神神経科助手、99年同講師を経て、2001年国立研究開発法人理化学研究所脳科学総合研究センター（2018年より脳神経科学研究センター）チームリーダー。2020年4月順天堂大学医学部精神医学講座主任教授。医師。専門は双極性障害の神経生物学。

## 著書
- 『躁うつ病とつきあう』日本評論社 1998
- 『こころだって、からだです』日本評論社 2006
- 『脳と精神疾患』脳科学ライブラリー 朝倉書店 2009
- 『うつ病の脳科学 精神科医療の未来を切り拓く』幻冬舎新書 2009
- 『こころの病気のサイエンス』日本評論社 2011
- 『動物に「うつ」はあるのか 「心の病」がなくなる日』PHP新書 2012
- 『岐路に立つ精神医学 精神疾患解明へのロードマップ』勁草書房 2013
- 『躁うつ病に挑む』日本評論社 2013
- 『うつ病治療の基礎知識』筑摩書房 筑摩選書 2014
- 『臨床脳科学―心から見た脳』岩崎学術出版社 2018
- 『双極性障害【第２版】──双極症Ｉ型・II型への対処と治療』ちくま新書 2019
- 『「名医」はどこにいる? よい精神科主治医にめぐりあうために」日本評論社 2020
- 『双極症 第4版: 病態の理解から治療戦略まで』医学書院 2023

### 共編著・監修
- 『躁うつ病はここまでわかった』不安・抑うつ臨床研究会共編 日本評論社 2007
- 『精神の脳科学』シリーズ脳科学 甘利俊一監修, 編. 東京大学出版会 2008
- 『臨床精神薬理ハンドブック 第2版』神庭重信,大森哲郎共編, 樋口輝彦,小山司監修 医学書院 2009
- 『専門医のための精神科臨床リュミエール 16　脳科学エッセンシャル 精神疾患の生物学的理解のために』神庭重信共責任編集 中山書店 2010
- 『うつ病のベストアンサー NHKここが聞きたい!名医にQ 130の疑問に徹底回答!! 危険度をセルフチェック抗うつ薬の最新情報』 (生活シリーズ. 病気丸わかりQ&Aシリーズ 「ここが聞きたい!名医にQ」番組制作班, 主婦と生活社ライフ・プラス編集部編,大野裕,中山和彦共監修 主婦と生活社 2011
- 『脳(ブレイン)バンク 精神疾患の謎を解くために』ブレインバンク委員会共編 光文社新書 2011
- 『「双極性障害」ってどんな病気? 「躁うつ病」への正しい理解と治療法』(心のお医者さんに聞いてみよう) 監修 大和出版 2012
- 『双極性障害〈躁うつ病〉の人の気持ちを考える本 不思議な「心」のメカニズムが一目でわかる』(こころライブラリー イラスト版) 監修 講談社 2013
- 『ここまでわかった!　脳とこころ』編 日本評論社 2016
- 『精神医学の科学的基盤 (POWER MOOK 精神医学の基盤4）』編 学樹書院 2020
- 『もっと知りたい双極性障害』監修 翔泳社 2020
- 『これだけは知っておきたい双極性障害 躁・うつに早めに気づき再発を防ぐ! 第2版』監修 翔泳社 2022
- 『受ける？ 受けない？ 精神科セカンドオピニオン』 編 日本評論社 2023
- 『「心の病」の脳科学 なぜ生じるのか、どうすれば治るのか』林朗子、加藤忠史編  講談社ブルーバックス 2023

## 論文
- <加藤忠史
- https://researchmap.jp/tadafumikato